# Visconde de Alcobaça
Visconde de Alcobaça é um título nobiliárquico criado por D. Maria II de Portugal, por Carta de 22 de Dezembro de 1841, em favor de Henrique da Silva da Fonseca de Cerveira Leite, antes 1.º Barão de Alcobaça.
Titulares
1. Henrique da Silva da Fonseca de Cerveira Leite, 1.º Barão e 1.º Visconde de Alcobaça.

Após a Implantação da República Portuguesa, e com o fim do sistema nobiliárquico, usaram o título: 
1. Manuel Pedro da Silva da Fonseca de Melo Vaz de Sampaio, 2.º Visconde de Alcobaça;
2. Agostinho José de Melo Vaz de Sampaio e Castro de Sousa Guedes, 3.º Visconde de Alcobaça.
3. Miguel Luís Machado de Melo de Sousa Guedes, 4.º Visconde de Alcobaça;